# Glenwillow
Glenwillow es una villa ubicada en el condado de Cuyahoga en el estado estadounidense de Ohio. En el Censo de 2010 tenía una población de 923 habitantes y una densidad poblacional de 128,15 personas por km².

## Geografía
Glenwillow se encuentra ubicada en las coordenadas 41°21′40″N 81°28′16″O / 41.36111, -81.47111. Según la Oficina del Censo de los Estados Unidos, Glenwillow tiene una superficie total de 7.2 km², de la cual 7.04 km² corresponden a tierra firme y (2.19%) 0.16 km² es agua.

## Demografía
Según el censo de 2010, había 923 personas residiendo en Glenwillow. La densidad de población era de 128,15 hab./km². De los 923 habitantes, Glenwillow estaba compuesto por el 57.42% blancos, el 28.71% eran afroamericanos, el 0.22% eran amerindios, el 10.4% eran asiáticos, el 0% eran isleños del Pacífico, el 0.33% eran de otras razas y el 2.93% pertenecían a dos o más razas. Del total de la población el 1.08% eran hispanos o latinos de cualquier raza.